# جوادی
جوادی یک نام خانوادگی‌ست. افراد شاخص با این نام از این قرارند:
- رحمت‌الله جوادی چرمهینی معلم و درویش گنابادی
- ابراهیم جوادی
- حسن جوادی
- رکن‌الدین جوادی
- عبدالله جوادی آملی
- فاطمه جوادی
- نگار جوادی (زادهٔ ۱۹۶۹) نویسنده و فیلم‌نامه‌نویس و ایرانی–فرانسوی